# John Flynn (filmrendező)
John Flynn (Chicago, 1932. március 14. – Los Angeles, 2007. április 4.) amerikai filmrendező és forgatókönyvíró. 

## Élete és pályafutása
Chicagóban született és a kaliforniai Hermosa Beachen nevelkedett. Kezdetben a parti őrségnél szolgált, majd újságírást tanult Alex Haley-tól, a Gyökerek írójától. Flynn újságírói diplomát is szerzett a Kaliforniai Egyetemen (University of California, Los Angeles). Ezt követően asszisztensként kezdett el dolgozni Robert Wise filmrendező mellett. Wise ekkor Robert Capáról folytatott kutatómunkát, tervben lévő, de végül soha el nem készült életrajzi filmjéhez. Flynn jól kijött a rendezővel, ezért a Odds Against Tomorrow című filmjének asszisztenseként dolgozhatott. Később több nagyobb hollywoodi produkció (A nap királyai, A nagy szökés, Melyik úton járjak?) másodrendezője lett. 
Wise 1966-ban megalapította a Robert Wise Productions cégét és Flynn 1968-ben megrendezhette első önálló filmjét, Az őrmester címmel. Karrierje során olyan filmeket rendezett, mint A társaság (1973) Robert Duvall, a Bestseller: Egy bérgyilkos vallomásai (1987) James Woods, A bosszú börtönében (1989) Sylvester Stallone és a Törvényre törve (1991) Steven Seagal főszereplésével. A William Devane és Tommy Lee Jones főszereplésével készült, 1977-es Mennydörgés botrányt okozott túlzott erőszakossága miatt. 1994-ben Jon Stewart által készített interjújában Quentin Tarantino filmrendező elmondta, hogy a Mennydörgés hatással volt rá és a munkásságára, valamint megemlítette, hogy Flynn az egyik kedvenc rendezője. 
Az 1990-es években Flynn inkább tévéfilmeket rendezett. Utolsó filmje, a videóforgalmazásra készült A védelem bére volt Stephen Baldwinnal. A társaság és a Lone Star című filmjeinek forgatókönyvét is Flynn írta.
Élete utolsó néhány évét többnyire Franciaországban töltötte. 2007-ben álmában hunyt el Los Angeles-i otthonában.

## Filmográfia
| Év   | Magyar cím                            | Eredeti cím               | Megjegyzések             |
| ---- | ------------------------------------- | ------------------------- | ------------------------ |
| 1968 | Az őrmester                           | The Sergeant              |                          |
| 1972 |                                       | The Jerusalem File        |                          |
| 1973 | A társaság                            | The Outfit                | forgatókönyvíró          |
| 1977 | Mennydörgés                           | Rolling Thunder           |                          |
| 1980 | A kihívás                             | Defiance                  |                          |
| 1980 |                                       | Marilyn: The Untold Story | tévéfilm                 |
| 1983 |                                       | Lone Star                 | tévéfilm forgatókönyvíró |
| 1983 | Touched                               |                           |                          |
| 1987 | Bestseller: Egy bérgyilkos vallomásai | Best Seller               |                          |
| 1989 | A bosszú börtönében                   | Lock Up                   |                          |
| 1991 | Törvényre törve                       | Out for Justice           |                          |
| 1992 | Jó zsaru, kisebb hibákkal             | Nails                     | tévéfilm                 |
| 1993 | Szélhámosok                           | Scam                      | tévéfilm                 |
| 1994 | Agyrém                                | Brainscan                 |                          |
| 1999 | Velejéig gonosz                       | Absence of the Good       | tévéfilm                 |
| 2001 | A védelem bére                        | Protection                |                          |

## Fordítás
- Ez a szócikk részben vagy egészben  a   John Flynn (director) című angol Wikipédia-szócikk ezen változatának fordításán alapul.  Az eredeti cikk szerkesztőit annak laptörténete sorolja fel. Ez a jelzés csupán a megfogalmazás eredetét és a szerzői jogokat jelzi, nem szolgál a cikkben szereplő információk forrásmegjelöléseként.